# قول الحقيقة (عرض تلفزيوني)
قول الحقيقة (Tell the Truth) هو نسخة كندية من برنامج الألعاب الأمريكي التلفزيوني 1956 To Tell the Truth ، تم بثه على CTV بين عامي 1962 و1964.
استضيف العرض من قبل دون كاميرون وأعضاء لجنة شملت توبي تارنوف، روبرت هول، دوروثي كاميرون وستان هيلور. تم بث العرض في الساعة 10 مساءً يوم الخميس.[بحاجة لمصدر] 